# Амурська експедиція (1849—1855)

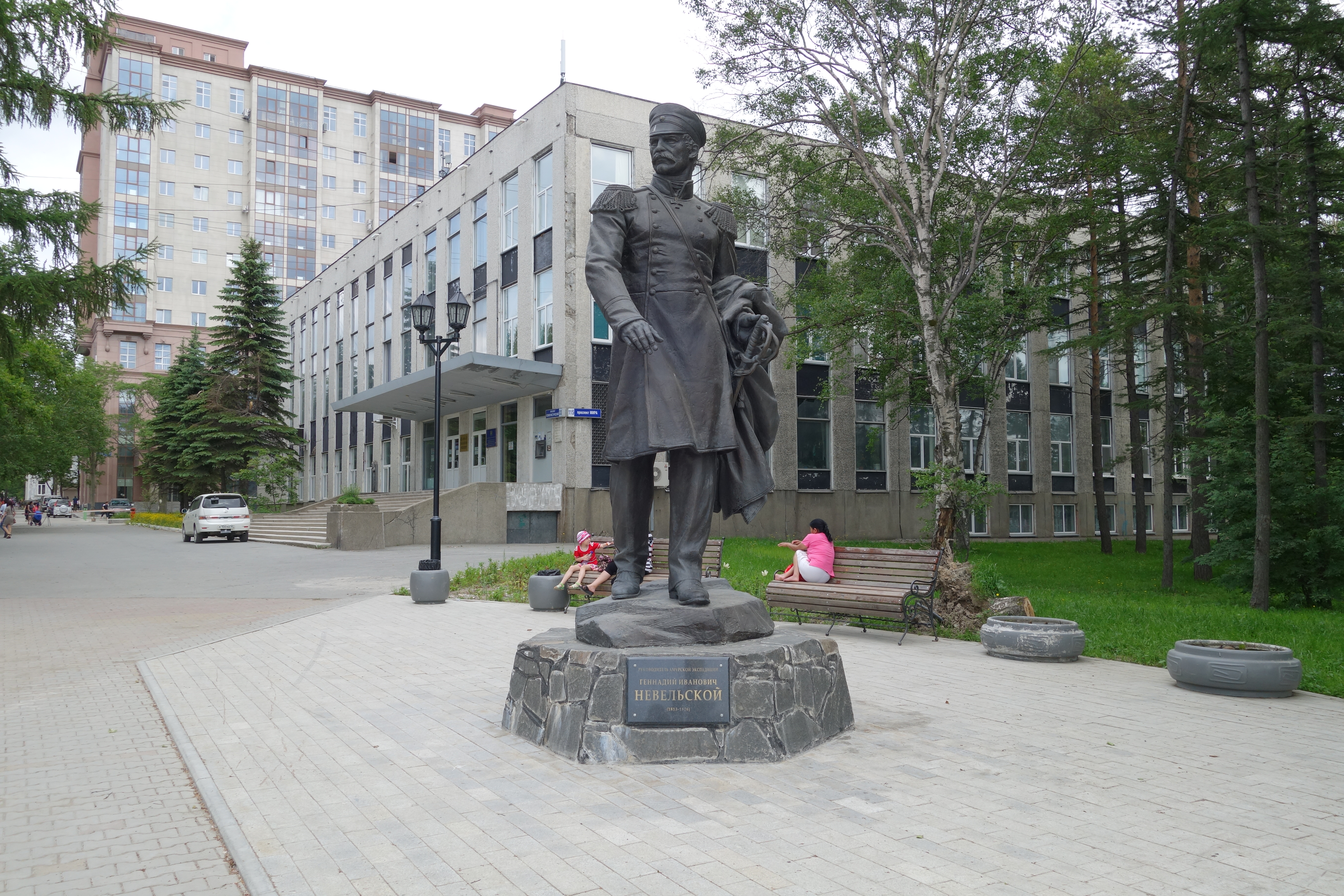
Пам'ятник Г. І. Невельському у Южно-Сахалінську

Амурська експедиція 1849—1855 років — загальноприйняте найменування російських досліджень і організації поселень на Далекому Сході, зроблених з ініціативи російського морського офіцера Геннадія Івановича Невельського і губернатора Східного Сибіру Миколи Муравйова в 1849 — 1855 роки.
Всупереч усталеному найменуванню, Амурська експедиція з самого початку не була цілеспрямовано організованою урядом Російської імперії і навіть до певного моменту здійснювалася без дозволу влади; але згодом стала такою за своє величезне значення.

## Передісторія
З кінця XVI століття в Забайкаллі і Приамур'ї почали проникати загони російських козаків, які засновували там невеликі поселення-фортеці. Згодом російська активність на берегах Аргуні і Амуру призвела до конфлікту з Китаєм, який був частково вирішений шляхом укладення Нерчинского договору (1689). Однак приналежність земель в нижній течії Амуру цим договором не була однозначно визначена.
Росія, тим не менш, продовжувала спроби експансії на Далекий Схід. До початку XIX століття Росія вже в достатній мірі освоїла землі в басейнах Лени, Алдану, Колими і Анадиря, узбережжя Охотського моря, закріпилася на Камчатці, володіла Курильськими, Командорськими, Алеутськими островами, Аляскою і мала колонії на західному узбережжі Північної Америки. Але подальший розвиток Східного Сибіру величезною мірою залежав від розширення торгових відносин з Америкою та країнами Східної Азії. Останнє, в свою чергу сильно залежало від можливості судноплавства по Амуру і, в подальшому, можливості виходу до Тихому океану по незамерзаючих водах через Японське море.
```
Тим часом, в Росії довгий час не було нічого відомо про 
гирло
 
Амуру
. Існувало уявлення про те, що в своїй нижній течії Амур, розпадаючись на безліч дрібних рукавів, в 
дельті
 не є судноплавним, «губиться в пісках». Це уявлення необхідно було перевірити. У 
1846 році
 за розпорядженням 
Миколи I
 до гирла Амуру була спрямована локальна експедиція під командою поручика 
Олександра Гаврилова
 на невеликому бригу «Костянтин», що належав 
Російсько-Американській компанії
. Гаврилову були видані інструкції з'ясувати важливий для Росії питання: чи можуть входити в 
Амур
 судна з моря. Однак експедиція Гаврилова не увінчалася успіхом: «Костянтин» не зміг дістатися до гирла Амура. За 
Амурський лиман
 він помилково прийняв досить велику затоку 
Байкал
 на півночі 
Сахаліну
, заблукав у ній і довго не міг з неї вийти, витративши на це чимало часу.
```

## Задум Невельського
Лейтенант Геннадій Іванович Невельськой до середини 40-х років XIX століття був успішним морським офіцером. Однак він несподівано захопився питанням про судноплавство дельти Амура. Перечитавши всю доступну літературу того часу, Невельськой прийшов до переконання, що в Амур можна заходити з моря. Залишилося лише довести це.
Нагода підвернулася у 1847 році — було прийнято рішення про направлення з Санкт-Петербурга в Петропавловськ-Камчатський транспортного корабля «Байкал» з вантажем для гарнізону порту. Невельськой напросився на призначення капітаном цього судна. Ідея Невельського полягала в тому, щоб прибути в Петропавловськ навесні, розвантажитися, а потім мати можливість протягом літа пройти до гирла Амуру і досліджувати його. Перед відплиттям Невельськой заручився підтримкою щойно призначеного губернатором Східного Сибіру Миколи Миколайовича Муравйова (згодом — граф Амурський, з ім'ям якого пов'язане подальше освоєння Приамур'я і Далекого Сходу).
За підтримки Муравйова та начальника головного морського штабу князя Меншикова Невельськой направив імператору Миколі I прохання про дозвіл експедиції до гирла Амуру, проте до відплиття з Санкт-Петербурга дозвіл не був отриманий.

## Експедиція Невельського 1849 року
Капітан-лейтенант Невельськой на кораблі «Байкал» відбув з Кронштадта 21 серпня 1848 року. Був обраний Західний маршрут плавання: Кронштадт — Портсмут — Ріо-де-Жанейро — Мис Горн — Вальпараїсо — Гавайські острови — Петропавловськ-Камчатський. Через 8 з гаком місяців, 12 травня 1849 року «Байкал» в цілості прибув у Петропавлівський порт. Однак, дозволу на експедицію, який Невельськой сподівався отримати після прибуття на Камчатку, не було. Невельськой отримав лише копію інструкції, складеної для нього Муравйовим і відправленої на затвердження імператору.
Оскільки період навігації в Охотському морі недовгий і в очікуванні дозволу час може бути втрачено, Невельськой зважився на свій страх і ризик почати експедицію, дотримуючись інструкції Муравйова. 30 травня 1849 року «Байкал» знявся з якоря в Петропавлівській бухті і попрямував в сторону острова Сахалін. 17 червня корабель досяг північного берега Сахаліну в районі мису Єлизавети. Рухаючись по карті, складеній Крузенштерном, Невельськой обігнув Сахалін із заходу біля мису Марії (Півострів Шмідта) і уздовж його берегів попрямував в Амурський лиман. Після деяких маневрів і за допомогою місцевих жителів Невельському вдалося те, що не вдалося поручику Гаврилову: виявити вхід в Амурський лиман і знайти гирло Амуру. «Байкал» став на якір в зручній бухті, а Невельськой з частиною команди на веслових човнах 11 липня 1849 увійшов у води Амуру.
Обстеживши гирло Амура на протяжності близько декількох десятків кілометрів вгору по річці, Невельськой повернув назад і, вийшовши в лиман, попрямував на південь. Так Невельськой зробив найзначніше географічне відкриття: Сахалін, який в той час вважався півостровом, виявився островом. А це означало, що з Амура можна плисти безпосередньо на південь, не огинаючи Сахалін з півночі, через Татарську протоку (яка до цього вважалася затокою) потрапляючи в Японське море. Протока між материком і островом Сахалін, шириною всього 7 кілометрів (в районі сучасного селища Лазарєв) названа протокою Невельського.
1 серпня 1849 року Невельськой повернувся на «Байкал». Протягом деякого часу «Байкал» ходив біля південно-західного берега Охотського моря, уточнюючи і виправляючи численні неточності в картах, а потім 1 вересня 1849 року прибув в порт Аян, де на той час перебував і Муравйов. Невельськой доповів губернатору про відкриття. Донесення про них пішли в Санкт-Петербург і згодом самовілля Невельського було прощено; він навіть був підвищений в чині до капітана 2-го рангу. Але і схвалення своїх дій він не отримав: значна частина державних діячів Росії порахували витівку Невельського шкідливою для Росії, оскільки, на їхню думку, вона могла погіршити відносини з Китаєм.

## «Самоправство» Невельського
У вересні 1849 року, здавши корабель «Байкал» в Охотську, Невельськой сушею відправився в столицю. У Санкт-Петербурзі Невельськой пробув недовго. Його звіт про експедицію і пропозиція вже наступного літа 1850 року зайняти гирло Амуру не знайшли підтримки в політичних колах.
Тим не менш, він був направлений у розпорядження генерал-губернатора Муравйова-Амурського, якому Найвищим велінням пропонувалося:
1. У затоці Щастя, або в будь-якій місцевості на південно-східному березі Охотського моря, але аж ніяк не в Амурському лимані, а тим більше не на річці Амурі, заснувати зимовище.
2. У цьому зимовищі Російській-Американській компанії проводити торгівлю з місцевим населенням, але ні в якому разі не торкатися лиману і річки Амур.
3. Для заснування цього зимовища і для його охорони взяти 25 чоловік матросів і козаків з Охотська.
4. Виконання цього зробити під наглядом і за розпорядженням генерал-губернатора Східного Сибіру, під безпосереднім веденням якого і повинні відбуватися всі дії цієї експедиції.
5. Для приведення у виконання на місці цього веління, а так само і для обрання місця для зимовища, відрядити в розпорядження генерал-губернатора капітана 2-го рангу Невельського.

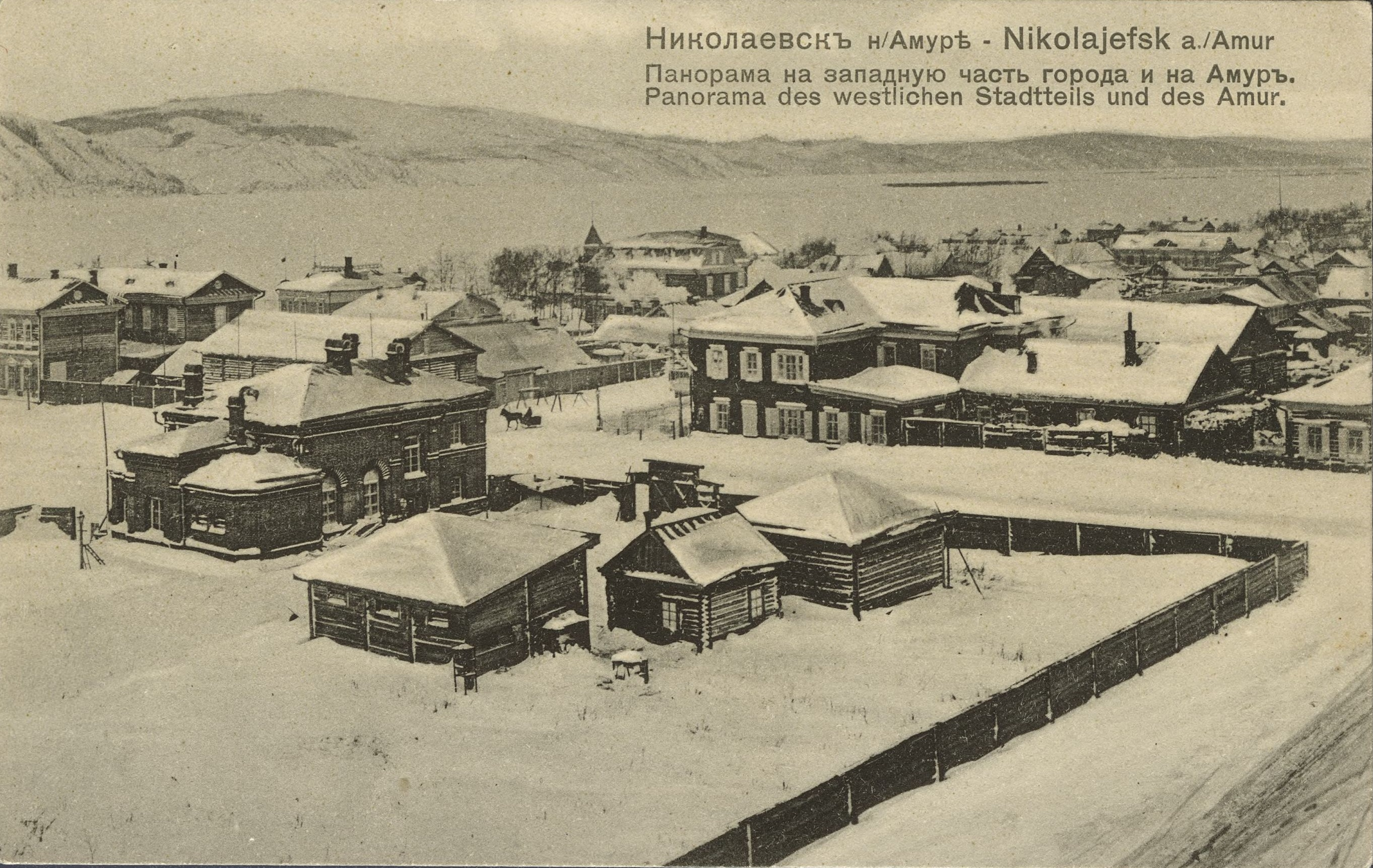
Ніколаєвськ-на-Амурі наприкінці 19-го століття

Незважаючи на те, що таке веління виявилося зовсім не тим, чого чекали Невельськой і Муравйов, вони негайно приступили до його виконання. Прибувши в Іркутськ 27 березня 1850 вже в чині капітана 1 рангу, Невельськой негайно зайнявся підготовкою нової експедиції. Навесні 1851 року він взяв командування судном "Охотськ" в Аяні і знову попрямував до гирла Амуру. 29 червня 1850 року у повній відповідності з Найвищим розпорядженням, Невельському заснував в Затоці Щастя перше російське поселення "Петрівське", яке протягом наступних трьох років служило головною базою експедиції і основним пунктом її постачання.
Проте Невельськой порушив заборону, зайшов у гирло Амуру і заснував там поселення. 1 серпня 1850 року Невельським був заснований Ніколаєвський пост, що згодом перетворився на місто Ніколаєвськ-на-Амурі.
Ідеї Муравйова та Невельського, таким чином, взяли гору, а для припинення протидії Особливої комітету, його головою був призначений цесаревич Олександр Миколайович (майбутній імператор Олександр II). Питання про Амуру знову було переглянуте. Дії Невельського були визнані правильними і Росія оголосила Амур і його гирло територіями, що знаходяться під наглядом і охороною Росії до остаточного вирішення прикордонних питань з Китаєм.

## Офіційна експедиція

### 1 етап (1851—1852 роки)

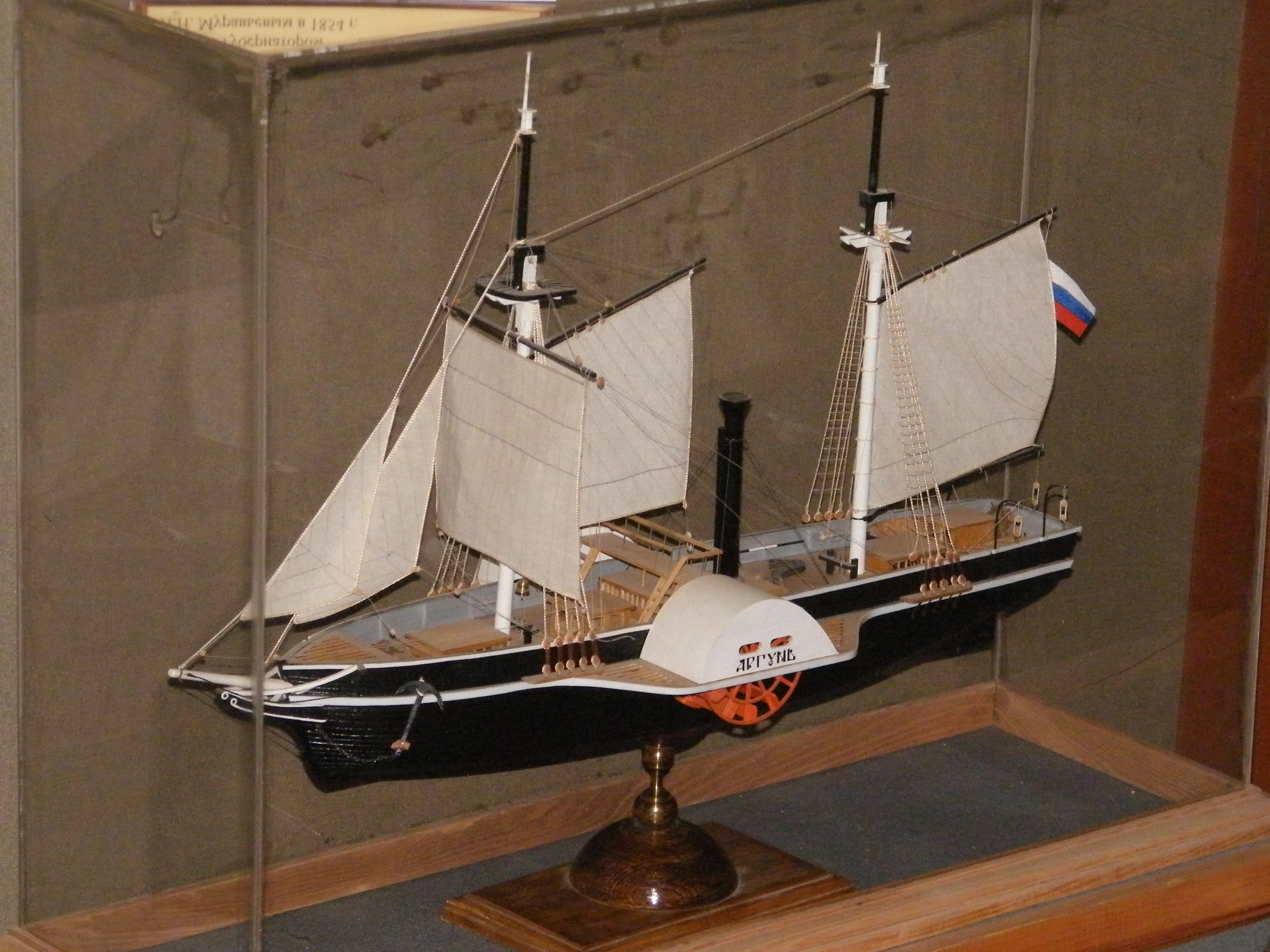
Модель пароплава «Аргунь», першого пароплава на Амурі. (Хабаровський крайовий музей імені Н. І. Гродеково)

Навесні 1851 року Невельськой повернувся в Петрівське і надалі не покидав берегів Амуру, аж до 1855 року. Протягом двох років Невельському і його підлеглі здійснили докладне дослідження Амурського краю, описали берега, склали карти і зібрали цінний матеріал, що послужив, згодом, основою для російсько-китайських переговорів.
Дослідження тривали не тільки влітку, а й взимку. На оленях і собаках учасники експедиції Невельського роз'їжджали далеко від Петровського. При цьому, зокрема, взимку 1852 року було зроблено ще одне важливе географічне відкриття: підпоручик Дмитро Орлов довів, що Хінганський хребет, який згідно з Нерчинським договором був прийнятий за кордон Росії та Китаю, від витоку річки Уди спрямовується не на північний схід, як помилково до цього часу вважали і як позначалося на всіх картах, а на північний захід. Це згодом стало одним з формальних приводів до перегляду Нерчинського договору. Крім того, на південь від Амура були виявлені стихійні російські поселення, хоча до цього вважалося, що російського населення в цих місцях немає.
При цьому, китайської адміністрації виявлено не було. Крім досліджень, Невельському і його підлеглі встановлювали в краї російську владу, вирішували суперечки між місцевими жителями, забезпечували їх захист від іноземних мореплавців, навертали аборигенів в християнство.

### 2 етап (1853—1855 роки)

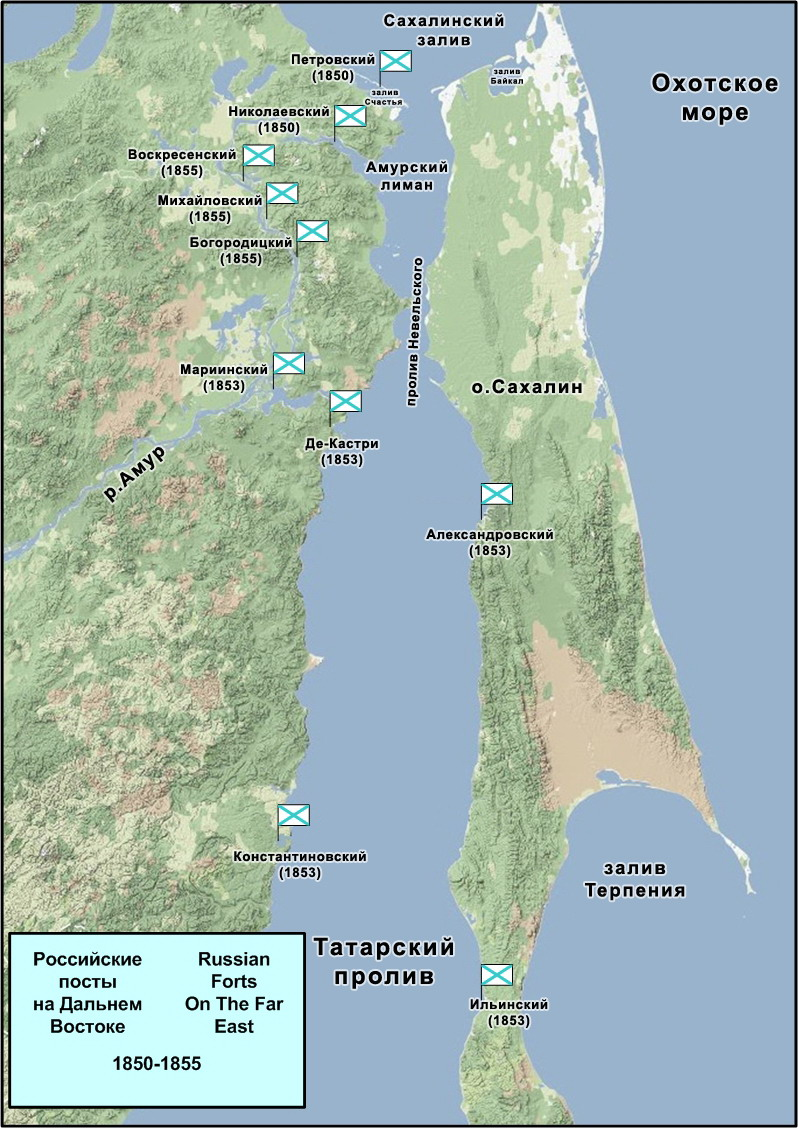
Російські пости, засновані в ході Амурської експедиції

На початку 1853 року в політиці Росії на Далекому Сході сталися певні зміни. Причиною цьому послужили, як заміни в уряді, так і міжнародна обстановка. Було враховано і те, що Китай ніяк не відреагував на появу російських моряків в гирлі Амура. Фактично була дана установка на підпорядкування цього краю Росії. Амурська експедиція стала вже не підприємством Російсько-Американської компанії, але повноважним органом Росії на Далекому Сході. Невельськой, якому незабаром було присвоєно адміральське звання, отримав право діяти на правах губернатора або обласного начальника. Були суттєво розширені і штати експедиції. Учасники експедиції отримали нагороди, були підвищені в званні, їм були гарантовані державні соціальні гарантії.
Одночасно, Невельському були розв'язані руки у встановленні влади Росії над далекосхідними територіями. Після цього, протягом літа 1853 року були засновані відразу кілька нових постів: Ільїнський (нині селище Ільїнське) — на західному узбережжі Сахаліну; Олександрівський пост в бухті Де-Кастрі і пост Костянтинівка (нині місто Совєтська Гавань в Імператорської гавані — на материковому узбережжі Татарської протоки, а також Маріїнський пост (нині село Маріїнське) на правому березі Амуру, в північно-східній частині озера Велике Кізі. Влітку 1853 року шхуна "Схід", що знаходилася в складі ескадри адмірала Путятіна вперше пройшла з Японського моря в Амурський лиман через протоку Невельського.
До середини 1850-х років гирло Амура, Сахалін і інші далекосхідні території в основному були де-факто закріплені за Росією. При цьому, Росія, в ході Амурської експедиції не застосовувала військової сили. Більш того, експедиція Невельського багато в чому спиралася на лояльність і навіть допомогу місцевого населення. Чисельність російського військового і цивільного контингенту в гирлі Амуру 1854—1855 роках сильно зросла. Якщо в 1851 році експедиція становила всього близько 50 осіб, то до початку літа 1855 року тільки в Миколаївському посту, за свідченням самого Невельського, «несподівано стало до 5,000 душ». Починаючи з 1855 року в російські поселення стали з'являтися вже десятками на рік. Фактично, місія експедиції на цьому була вичерпана: почалося масштабне освоєння Росією Далекого Сходу.
Тим часом, восени 1853 року почалася Кримська війна. Російське командування справедливо побоювався появи біля берегів Камчатки і Сахаліну англо-французьких військових кораблів. У зв'язку з цим, частина постів в Татарській протоці були зняті за наказом Путятіна. Оскільки захистити Петропавлівський порт не уявлялося можливим, судна, що знаходилися в ньому було перебазовано в бухту Де-Кастрі. Там, навесні 1855 року ці фірми були виявлені розвідувальним судном ворога. Однак, коли через деякий час, англо-французька ескадра прийшла в Де-Кастрі з наміром знищити російський флот, в бухті не виявилося жодного судна: вони пішли в Амурський лиман через протоку Невельського.
Місія адмірала Невельського на цьому була закінчена і наприкінці 1855 він покинув амурські береги.

## Підсумки експедиції
- Доведено судноплавство по Амуру аж до виходу в Амурський лиман, а також можливість виходу з лиману, як на північ, так і на південь;
- Доведено, що Сахалін — острів і що з гирла Амуру, а також зі східної частини Охотського моря можна безпосередньо проникнути в Японське море, не огинаючи Сахалін.
- Складені докладні карти Амурського лиману, Татарської протоки і гирла Амуру; знайдені зручні бухти в Татарській протоці, в першу чергу Імператорська гавань (нині Совєтська гавань — один з найбільших морських портів на Далекому Сході Росії).
- Уточнено напрямок східної частини Хінганського хребта.
- До Росії де-факто приєднані землі в пониззі Амуру, острів Сахалін і Уссурійський край.
- Досліджено природні ресурси Приамур'я, Сахаліну і частково Уссурійського краю, в тому числі виявлені запаси кам'яного вугілля на острові Сахалін.

## Наслідки експедиції
У 1855 році на престол царювання вступив імператор Олександр II, який до цього уважно стежив за Амурської експедицією, і негайно доручив Муравйову вступити у переговори з урядом Китаю про Амуру і про уточнення меж. Розпочаті в 1857 році переговори були оформлені спочатку Айгунським договором (1858), а потім Пекінським договором (1860) в результаті чого Приамур'я та Уссурійський край були визнані володіннями Росії.